# Philippa York
Robert Millar (Glasgow, 13 de setembre de 1958) va ser un ciclista escocès, que fou professional entre 1980 i 1995, durant els quals aconseguí 24 victòries. Millar va ser el primer ciclista britànic que va guanyar una classificació major del Tour de França, el Gran Premi de la Muntanya de 1984. En aquell mateix Tour acabà el 4t de la classificació general. Al Giro d'Itàlia la seva millor classificació és la 2a posició final de 1987, la mateixa que a la Volta a Espanya (1985 i 1986).

## Biografia
Criat a Glasgow, Robert Millar es va fer notar ben aviat a les curses amateurs disputades a les Illes Britàniques, guanyant el Campionat de la Gran Bretanya de 1978 i 1979. El 1979 passà a França, encara com a amateur, abans de passar al professionalisme el 1980.
Com a professional va destacar en etapes de muntanya, especialitat en la qual era especialista. El 1983 va guanyar la seva primera etapa al Tour de França, disputada entre Pau i Banhèras de Luishon. El 1984 va fer la seva millor actuació al Tour, en guanyar una nova etapa, la classificació de la muntanya i quedar en 4a posició final.
Al Giro d'Itàlia la seva millor classificació és la 2a posició final de 1987, any en què també guanyà una etapa i el Gran Premi de la Muntanya. A la Volta a Espanya també guanyà una etapa, a banda de finalitzar el 2n de la classificació general en dues ocasions, el 1985 i el 1986.
Va guanyar algunes curses d'una setmana, com ara la Dauphiné Libéré (1990) i la Volta a Catalunya (1985).
La seva darrera gran victòria l'aconseguí el 1995, en proclamar-se campió de la Gran Bretanya de fons en carretera. En acabar aquell any deixà el ciclisme professional, però continuà vinculat al món del ciclisme com a director esportiu d'un equip escocès.
Al juliol de 2017 va anunciar que s'havia canviat de sexe i que passava a anomenar-se Philippa York.

## Palmarès
- 1978 (amateur)
  -  Campió del Regne Unit amateur en ruta
- 1979 (amateur)
  -  Campió del Regne Unit amateur en ruta
  - 1r al Gran Premi de la Boucherie
  - 1r a la París-Evreux
  - 1r al Gran Premi de Lillers
  - 1r a la Ruta de França
- 1983
  - Vencedor d'una etapa del Tour de França
- 1984
  - Vencedor d'una etapa del Tour de França i  1r del Gran Premi de la Muntanya
  - Vencedor d'una etapa del Midi Libre
  - Vencedor d'una etapa del Tour de Romandia
- 1985
  -  1r a la Volta a Catalunya
- 1986
  - Vencedor d'una etapa de la Volta a Espanya
- 1987
  - Vencedor d'una etapa del Giro d'Itàlia i  1r al Gran Premi de la Muntanya
  - Vencedor d'una etapa del Tour del Mediterrani
- 1989
  - 1r al Kellogg's Tour
  - Vencedor d'una etapa del Tour de França
  - Vencedor d'una etapa de la Dauphiné Libéré
  - Vencedor d'una etapa del Tour de Romandia
- 1990
  - 1r a la Dauphiné Libéré
  - Vencedor d'una etapa del Tour de Romandia
- 1991
  - Vencedor d'una etapa de la Volta a Suïssa
- 1995
  -  Campió del Regne Unit en ruta

### Resultats al Tour de França
- 1983. 14è de la classificació general. Vencedor d'una etapa
- 1984. 4t de la classificació general. Vencedor d'una etapa.  1r del Gran Premi de la Muntanya
- 1985. 11è de la classificació general
- 1986. Abandona (21a etapa)
- 1987. 19è de la classificació general
- 1988. Abandona (18a etapa)
- 1989. 10è de la classificació general. Vencedor d'una etapa
- 1990. Abandona (15a etapa)
- 1991. 72è de la classificació general
- 1992. 18è de la classificació general
- 1993. 24è de la classificació general

### Resultats a la Volta a Espanya
- 1985. 2n de la classificació general
- 1986. 2n de la classificació general. Vencedor d'una etapa
- 1988. 6è de la classificació general
- 1992. 20è de la classificació general
- 1993. 15è de la classificació general

### Resultats al Giro d'Itàlia
- 1987. 2n de la classificació general. Vencedor d'una etapa.  1r al Gran Premi de la Muntanya